# Morgana King
Morgana King (eigentlich Maria Grazia Morgana Messina DeBerardinis, * 4. Juni 1930 in Pleasantville, New York; † 22. März 2018 in Palm Springs, Kalifornien) war eine US-amerikanische Schauspielerin und Sängerin in den Bereichen des Jazzgesangs und des Easy Listening.

## Leben
Als Kind sizilianischer und portugiesischer Eltern wuchs Morgana King in einer Kleinstadt nahe New York City auf. Ab Mitte der 1950er Jahre trat sie als Jazzsängerin auf; 1956 spielte sie ihr Debütalbum For You, For Me, Forevermore mit Hank Jones und Al Caiola für Emarcy ein. Einer ihrer größten Erfolge war das Album A Taste of Honey von 1964, das in Zusammenarbeit mit Torrie Zito entstand. Die Grammys würdigten sie noch im selben Jahr mit einer Nominierung in der Kategorie „bester neuer Künstler“.
Obwohl sie im Laufe ihrer Karriere insgesamt dreißig Alben aufnahm, begann sie 1969 eine zweite Karriere als Schauspielerin. Ihre bekannteste Rolle war die Ehefrau von Don Vito Corleone, gespielt von Marlon Brando, in dem Film Der Pate. Sie trat danach auch im zweiten Teil der Pate-Trilogie auf. Ihr Schaffen als Schauspielerin umfasst acht Rollen für Film und Fernsehen.
Nachdem King lange Jahre bei Major-Labels wie Mercury, Reprise oder Verve unter Vertrag gewesen war, schloss sie 1976 einen Kontrakt mit dem Label Muse ab und nahm eine Reihe von Alben auf, bei denen sie von Musikern wie Joe Puma, Jack Wilkins oder Ray Mantilla begleitet wurde.
2000 gab King ihr letztes Konzert. Danach beendete sie ihre Gesangskarriere und zog sich in ihr Privatleben zurück. Der Autor James Gavin machte King anlässlich eines Artikels im Jazzmagazin JazzTimes im April 2016 im kalifornischen Palm Springs ausfindig. Dort lebte King sehr zurückgezogen.
King war mit dem Jazz-Trompeter Tony Fruscella und danach mit dem Jazz-Trompeter Willie Dennis verheiratet. Die gemeinsame Tochter aus der Ehe mit Fruscella starb 2008.
King starb im März 2018 im Alter von 87 Jahren am Non-Hodgkin-Lymphom (Krebs).

## Diskografie (Auswahl)
- Morgana King Sings the Blues (Mercury, 1958) mit Barry Galbraith, Harvey Leonard
- A Taste of Honey (Mainstream, 1964)
- It’s a Quiet Thing (Reprise, 1965)
- Wild is Love (Reprise, 1966)
- Gemini Changes (Reprise, 1967)
- New Beginnings (Paramount, 1973) mit Bob James, Idris Muhammad, Bob Cranshaw, Hubert Laws
- Strechin’ Out (Muse, 1977)
- Portraits (Muse, 1983)
- Simply Eloquent (Muse, 1986)
- This is Always (Muse, 1992)
- Looking Through the Eyes of Love (Muse, 1998)

## Filmografie
- 1972: Der Pate (The Godfather)
- 1974: Der Pate – Teil II (The Godfather Part II)
- 1976: Jigsaw John (Fernsehserie, eine Folge)
- 1978: Nunzio
- 1985: Ich war seine Frau – und wurde sein Opfer (Deadly Intentions)
- 1987: A Time to Remember
- 1993: All My Children (Fernsehserie, eine Folge)
- 1997: In den Straßen von Brooklyn (A Brooklyn State of Mind)